# Artesunate/mefloquine
Artesunate/mefloquine là một loại thuốc dùng để điều trị sốt rét. Đây là sự kết hợp liều cố định của artesunate và mefloquine. Nó được khuyên dùng điều trị sốt rét falciparum không biến chứng. Nó được uống bằng miệng.
Tác dụng phụ tương tự như các loại thuốc thành phần được sử dụng riêng biệt. Nên sử dụng vì nó làm giảm khả năng sử dụng thuốc một mình. Dạng liều thích hợp cho trẻ em cũng có sẵn.
Artesunate/mefloquine được đưa vào sử dụng thương mại vào năm 2008  Nó nằm trong Danh sách các loại thuốc thiết yếu của Tổ chức Y tế Thế giới, loại thuốc an toàn và hiệu quả nhất cần thiết trong hệ thống y tế. Nó được chấp thuận cho sử dụng y tế ở Brazil, Ấn Độ và Malaysia. Năm 2012, một đợt điều trị trị giá US $ 2,50. Nó không có sẵn trên thị trường ở Hoa Kỳ.

## Sử dụng trong y tế
Artesunate/mefloquine là một phương pháp điều trị được khuyên dùng ở Đông Nam Á trong khi ở Châu Phi artesunate/amodiaquine, artemether/lumefantrine, artesunate/ sulfadoxine / pyrimethamine thường được ưa thích.